# René Cassin
Pour les articles homonymes, voir Cassin.
René Cassin, né le 5 octobre 1887 à Bayonne et mort le 20 février 1976 à Paris, est un juriste, diplomate et homme politique français.
Membre du gouvernement de la France libre pendant la Seconde Guerre mondiale, compagnon de la Libération, il a été rapporteur du projet de Déclaration universelle des droits de l'homme à l'Assemblée générale de l'ONU en 1948, vice-président du Conseil d’État de 1944 à 1959, et président de la Cour européenne des droits de l'homme de 1965 à 1968. En 1948, il fonde l’Institut libre d’étude des relations internationales (ILERI) à Paris. Il reçoit à la fois le prix Nobel de la paix et le prix des droits de l'homme des Nations unies en 1968.

## Biographie

### Formation, Grande Guerre et premiers engagements

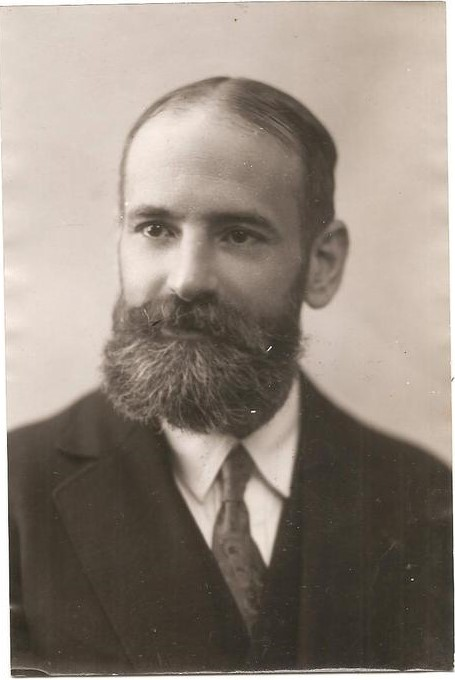
René Cassin photographié par Henri Manuel.

René Samuel Cassin naît à Bayonne de parents juifs : sa mère, née Gabrielle Dreyfus (1860-1944), est d'origine alsacienne ; son père, Azaria Cassin (1860-1959), commerçant en vins à Nice, descend de juifs portugais marranes établis à Coni, dans le Piémont, puis à Nice. Son oncle, le grand-rabbin Honel Meiss, le prépare pour sa bar-mitzvah.
Adolescent, il suit passionnément les échos de l'affaire Dreyfus. Après avoir fréquenté le lycée Masséna de Nice, il étudie le droit à l'université d'Aix-Marseille, et à Paris. Il est licencié ès lettres en 1908, puis docteur des sciences juridiques, économiques et politiques en 1914 ; il devient alors avocat au barreau de Paris.
La même année, il est mobilisé avec le grade de caporal-chef. En octobre 1914, au saillant de Saint-Mihiel, il est grièvement blessé au ventre et aux jambes par une rafale de mitrailleuse. Déclaré mutilé à 65 %, il portera toute sa vie une ceinture abdominale. Il est cité à l'Ordre de l'Armée et reçoit la Croix de guerre 1914-1918 avec palme et la médaille militaire.
Réformé, René Cassin est renvoyé à la vie civile. Il est chargé de cours à partir de 1916 à la Faculté de droit d'Aix-en-Provence et à Marseille. Reçu agrégé de droit en 1920, il devient professeur à la faculté de droit de l'université de Lille, poste qu'il occupe jusqu'en 1929. Il est ensuite professeur à la Faculté de droit de Paris, où il enseignera presque jusqu'à sa mort, en 1976, avec une seule interruption pendant la Seconde Guerre mondiale. Il enseigne également à l'Institut d'études politiques d'Aix-en-Provence.
Parallèlement à son enseignement, il s'engage dans les organismes nationaux et internationaux en faveur des anciens combattants et des mutilés dès 1916.
Il est l'un des fondateurs, secrétaire général puis président de l'Union fédérale des associations françaises de mutilés, réformés, anciens combattants, leurs veuves, orphelins et ascendants, devenue Union fédérale des associations françaises d’anciens combattants et victimes de guerre, la plus grande association d'anciens combattants de l'entre-deux-guerres.
Avec Adrien Tixier au Bureau international du travail, il fait avancer la réflexion sur le droit des anciens combattants (« droit à réparation » pour les victimes de guerre, carte de combattant) et crée à ce titre en 1926 le troisième office au sein de l'Office national des anciens combattants sur les avancées médicales (prothèse).
Il est aussi vice-président du Conseil supérieur des pupilles de la Nation de 1922 à 1936.
Il représente la France à la Société des Nations de 1924 à 1938, désigné par le gouvernement radical d'Édouard Herriot ; son mandat est renouvelé annuellement jusqu'à ce qu'il démissionne de ses fonctions après les accords de Munich.
Il y noue des relations avec des juristes internationaux et des personnalités politiques en militant par ailleurs pour un rapprochement entre la France et l'Allemagne, comme une partie de l'élite française de l'époque.
Plus pédagogue qu'homme de parti, il est battu aux élections cantonales d'Antibes de 1928, et sa candidature dans la circonscription d'Albertville en 1932 est refusée par les radicaux locaux.

### Juriste de la France libre

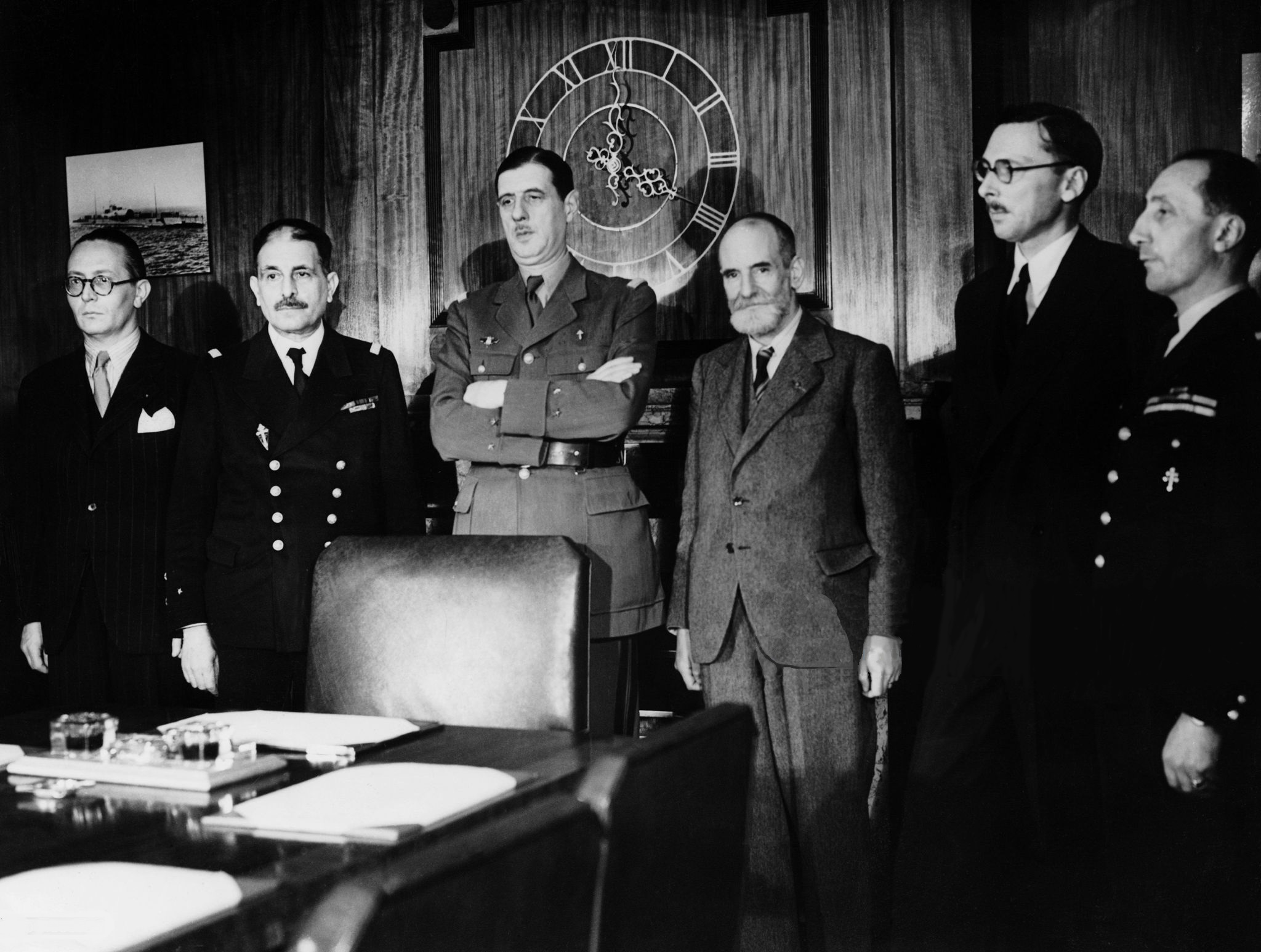
René Cassin au sein du Comité national français à Londres.

À la déclaration de guerre, René Cassin est nommé à la direction de la documentation au Commissariat à l'Information.
Refusant l'armistice, René Cassin embarque sur un navire britannique, l'Ettrick, à Saint-Jean-de-Luz le 24 juin 1940 et rejoint le général Charles de Gaulle à Londres pour l'aider à poursuivre la guerre contre l'Allemagne. Il est donc l'un des premiers à le rejoindre. En conséquence, le régime de Vichy le poursuit pour trahison devant le tribunal militaire de Clermont-Ferrand, juridiction d’exception, qui le condamne à mort et le prive de sa nationalité française par contumace.
Responsable du service juridique de la France Libre, membre du Conseil de défense de l'Empire à sa création en octobre 1940, il écrit les statuts de la France libre, pour contrecarrer le gouvernement légal français. René Cassin ne parle pas anglais, mais connaît déjà des universitaires et des personnalités politiques de premier plan, comme le ministre des Affaires étrangères Anthony Eden. Il négocie ces statuts avec Winston Churchill qui signe la convention entre le général de Gaulle et le Royaume-Uni le 7 août 1940, reconnaissant la France libre comme seule organisation qualifiée pour représenter la France en guerre et assurant le financement britannique remboursable ultérieurement de l'état-major administratif de de Gaulle.
René Cassin est aussi l'artisan de la déclaration de 1940, qui entend démontrer l'inconstitutionnalité du régime pétainiste.
René Cassin est le secrétaire permanent du Conseil de défense de l'Empire jusqu'en 1941. De 1941 à 1943, il est rétrogradé (de Gaulle lui reproche son manque d'autorité et son soutien à Churchill à propos du conflit du Liban) en commissaire national à la Justice et à l'Éducation dans le gouvernement de la France libre à Londres.
Il prend, à sa création en août 1943 à Alger, la présidence du Comité juridique de la France combattante (qui fait office de Conseil d'État), fonction qu'il conserve au sein du Gouvernement provisoire de la République française, comité chargé de réviser tous les textes législatifs promulgués par les autorités entre 1940 et 1943 (textes de la France libre, du régime de Vichy, de François Darlan à Alger) et de donner des avis juridiques sur tous les projets d'ordonnance soumis au Comité français de la Libération nationale.
Préparant la restauration de la légalité républicaine en France, il travaille notamment à ce que les Juifs soient réintégrés dans leurs droits une fois la guerre finie,.
Il siège également à l'Assemblée consultative provisoire d'Alger dès novembre 1943.
De 1943 à 1945, il représente la France à la Conférence permanente des ministres de l'Éducation alliés ; par la suite, il fait partie des délégués fondateurs de l'UNESCO, qui voit le jour en 1946.

### Juriste des droits de l'homme

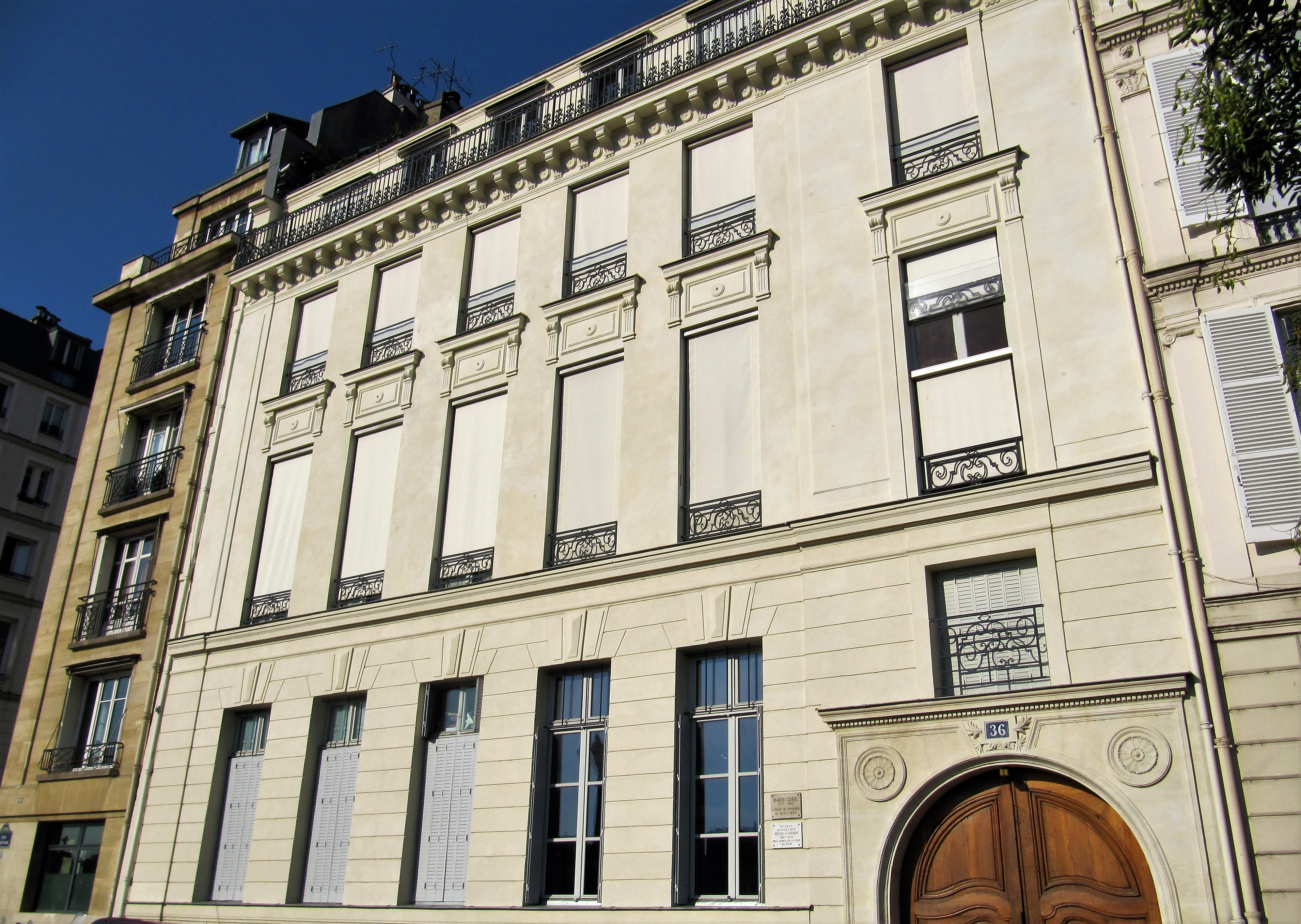
Sa résidence au no 36 quai de Béthune à Paris, de 1952 à 1976.

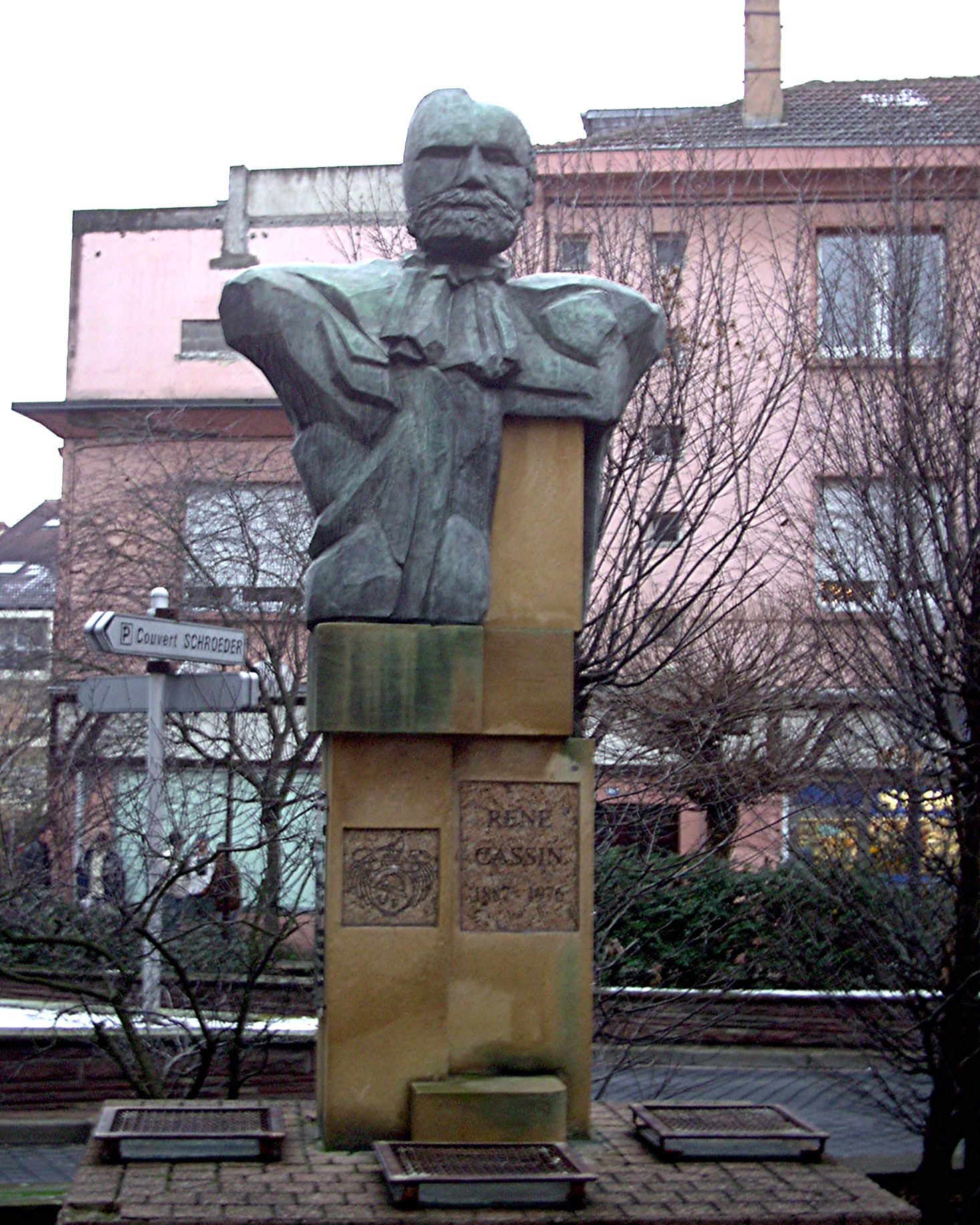
Statue de René Cassin à Forbach.

Après la guerre, René Cassin est nommé vice-président du Conseil d’État de 1944 à 1960, qu'il n'accepte de présider qu'après son épuration.
En 1946, il devient membre, en tant qu'expert gouvernemental pour la France, de la Commission des droits de l'homme des Nations unies, l'organe du Conseil économique et social de l'ONU compétent, conformément à l'Article 68 de la Charte, en matière de           « progrès des droits de l'homme », pour « faire des recommandations en vue d'assurer le respect effectif des droits de l'homme et des libertés fondamentales pour tous » et « préparer des projets de convention pour les soumettre à l'Assemblée générale ». La Commission rédigera notamment le projet de Déclaration universelle des Droits de l'Homme, qui sera adoptée le 10 décembre 1948 par l'Assemblée générale des Nations-Unies. Cassin a été l'un des principaux rédacteurs de la DUDH. On lui doit l'innovation du qualificatif « universel » à la place de « international ». En tant que Rapporteur de la Commission sur le projet de Déclaration, il déclare dans son discours devant l’Assemblée générale: « Notre déclaration se présente comme la plus vigoureuse, la plus nécessaire des protestations de l'humanité contre les atrocités et les oppressions dont tant de millions d'êtres humains ont été victimes à travers les siècles et plus particulièrement pendant et entre les deux dernières guerres mondiales ». La veille, l’Assemblée avait adopté la Convention pour la prévention et la répression du crime de génocide. La Commission rédigera nombre d'autres déclarations et conventions pour le respect effectif des droits de l'homme, notamment en 1966 les deux Pactes des Nations unies relatifs aux droits économiques, sociaux et culturels, et aux droits civils et politiques.
Il est le premier président de l'Association internationale des juristes démocrates, fondée en 1946.
À partir de 1947, il est président de la Commission consultative pour la codification du droit international et la définition des droits et devoirs des États et des droits de l’Homme, qui deviendra la Commission nationale consultative des droits de l'homme.
En 1948, René Cassin fonde l'École des relations internationales, aujourd'hui ILERI (Institut libre d'étude des relations internationales), dans le but de former des spécialistes des relations internationales.
René Cassin est également délégué de la France au Conseil de l'Europe, chargé d'activer les fonctions juridiques du Conseil, notamment grâce à la convention européenne des droits de l'homme, le 4 novembre 1950. Il permet une harmonisation des législations européennes dans le domaine de l'extradition de prisonniers. Il est à la base de signatures de conventions culturelles pour la protection des langues régionales, des minorités, des brevets, la télévision sans frontière (Eurovision), etc. Il a œuvré pour l'abolition de la torture et de l'esclavage.
De 1959 à 1976, il est juge membre de la Cour européenne des droits de l'homme. De 1959 à 1965, il en est vice-président ; il est le président de la Cour de 1965 à 1968, bien que la France n'ait  encore pas ratifié la Convention.
Président du Conseil constitutionnel provisoire en 1958, il proclame officiellement l'élection du général de Gaulle à la présidence de la République. Il est membre du Conseil constitutionnel de 1960 à 1971 : nommé en 1960 par Gaston Monnerville, pour achever le mandat de Maurice Delépine, décédé le 30 avril 1960, il effectuera par la suite un mandat de neuf ans.

## Vie familiale
Le 29 mars 1917, dans le 6ème arrondissement de Paris, il se marie avec Pauline Louise Virginie Félicie Yzombard, puis il se remarie le 5 novembre 1975, à Noisy-sur-Ecole, avec Ghislaine Jeanne Mathilde Bru.

## Distinctions

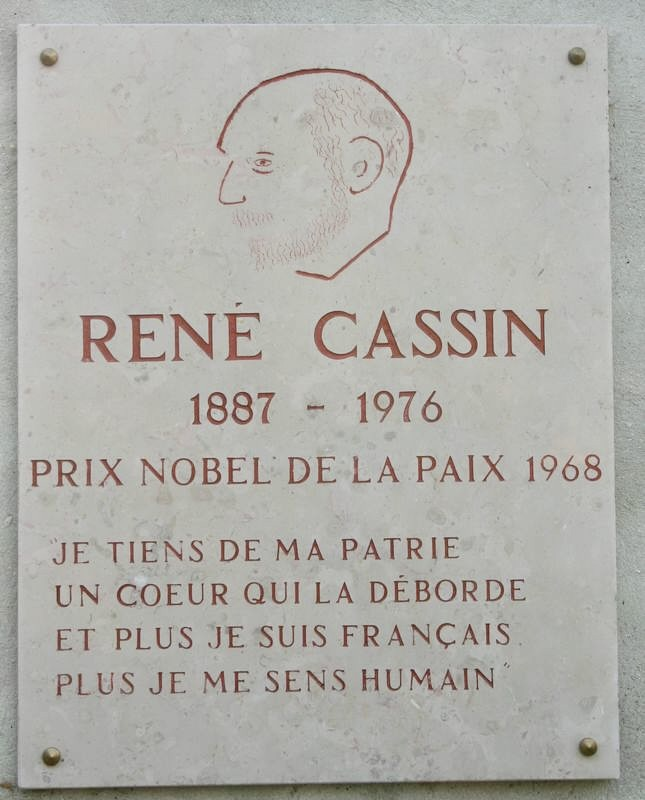
Plaque commémorative au centre communautaire israélite René Cassin à Rueil-Malmaison.

En 1947, René Cassin est élu membre de l'Académie des sciences morales et politiques.
Le 10 octobre 1968, René Cassin se voit attribuer le prix Nobel de la paix,, pour son travail sur la déclaration des droits de l'homme vingt ans auparavant, pour son engagement dans sa diffusion et dans sa mise en œuvre, et pour son activité de président de la Cour européenne des droits de l'homme. Il reçoit le prix lors de la cérémonie officielle à Oslo en Norvège le 10 décembre suivant. En 1969, il utilise l'argent du prix Nobel pour fonder l'Institut international des droits de l'homme (IIDH).
Il est lauréat du prix des droits de l'homme des Nations unies en 1968.
Le 5 octobre 1987, à l'occasion du centième anniversaire de sa naissance, sa dépouille est transférée au Panthéon, à Paris.
Décorations
- Grand-croix de la Légion d'honneur par décret du 12 août 1959[16] ;
- Compagnon de la Libération - décret du 1er août 1941[17] ;
- Médaille militaire à la suite de ses blessures durant la Première Guerre mondiale ;
- Croix de guerre 1914–1918 avec palme ;
- Médaille de la Résistance française avec rosette par décret du 31 mars 1947[18] ;
- Commandeur de l'ordre des Palmes académiques
- Commandeur de l'ordre du Mérite combattant (1954)[19]

## Institutions fondées ou dirigées
- Alliance israélite universelle : de 1943 à sa mort en 1976, bien qu'agnostique[20], il est président de l’Alliance israélite universelle[5].
- École nationale d'administration : il exerce la présidence du conseil d'administration de l'École nationale d'administration de 1946 à 1960.
- Institut français des sciences administratives : René Cassin a créé en 1947 l'Institut français des sciences administratives (IFSA) dont il fut le premier président. Sous sa présidence furent organisés de nombreux colloques d'actualité et colloques historiques. L'IFSA fait partie de l'Institut international des sciences administratives (IISA) créé en 1930 et participe ainsi à toutes les activités et colloques organisés au niveau international.
- Institut libre d'étude des relations internationales : de 1954 à 1976, il est président de l’Institut libre d’étude des relations internationales (ILERI) à Paris[21].
- Institut international des droits de l'homme : René Cassin a créé en 1969 l'Institut international des droits de l'homme à la suite de l'obtention du prix Nobel de la paix en 1968. Par la suite, cette fondation est devenue l'Institut international des droits de l'homme - Fondation René Cassin.

## Publications
(Articles de René Cassin)
- « L'accord Churchill-de Gaulle », Revue de la France libre, no 29,‎ juin 1950 (lire en ligne)
- « Rauzan (Pierre Denis) », Revue de la France libre, no 46,‎ mars 1952 (lire en ligne)
- « Comment furent signés les accords Churchill - de Gaulle du 7 août 1940 », Revue de la France libre, no 154,‎ janvier-février 1965 (lire en ligne)

- Les papiers personnels de René Cassin sont conservés aux Archives nationales, site de Pierrefitte-sur-Seine, sous la cote 382AP : Inventaire du fonds.

## Hommages et postérité
Le nom de René Cassin a été donné à de très nombreux lieux, voies et établissements. Des monuments et plaques ont été érigés en sa mémoire. Ils font l'objet d'une page dédiée.
L'Académie des sciences morales et politiques récompense d'un prix René Cassin, tous les deux ans, « l'auteur d'un ouvrage juridique de valeur ou l'auteur d'une action ou d'une œuvre civique méritoire ».
Le concours européen des droits de l'homme René-Cassin est une compétition de plaidoirie juridique créée en son honneur.
Également, l’université Panthéon-Sorbonne a nommé l’un de ses centres René Cassin en sa mémoire au sein du campus Port-Royal.